# Gymnosiphon minahassae
Gymnosiphon minahassae är en enhjärtbladig växtart som beskrevs av Rudolf Schlechter. Gymnosiphon minahassae ingår i släktet Gymnosiphon och familjen Burmanniaceae. Inga underarter finns listade i Catalogue of Life.